# H. T. Silcock
Harry Thomas Silcock (1882–1969), también conocido como Henry Thomas Silcock, fue un misionero inglés de la Sociedad Religiosa de los Amigos (cuáquero) y vicerrector de la Universidad de la Unión de China Occidental de Chengtu.

## Biografía
Harry Thomas Silcock nació en Bath en 1882. Fue educado en Bath College, Fettes College (Edimburgo) y Oriel College (Oxford). En 1908 viajó a China para trabajar como profesor a través de la Asociación de Misiones Extranjeras de los Amigos (AMEA). Se casó con Margaret Standing en Chengtu (Sichuan) en 1909 con quien tuvo cinco hijos. Fue miembro de la Junta de administración temporal de la Universidad de la Unión de China Occidental, junto con Joseph Beech, H. L. Canright, C. R. Carscallen, E. J. Carson, H. T. Hodgkin, H. D. Robertson, J. Taylor, E. Williams, y J. W. Yost. En 1911 trabajó en la dicha universidad y se convirtió en vicerrector. Silcock y Standing eran miembros activos en los círculos sociales y académicos.
En 1919, los Silcock regresaron a Inglaterra y, al año siguiente Harry asumió la secretaría de la AMEA, donde se desempeñó hasta 1932, cuando se convirtió en secretario del Comité de Universidades de China de Londres. Es durante este tiempo que también estuvo involucrado en la Sociedad de China. En 1938 regresó a China y alentó la formación de un centro de los Amigos en Shanghái en 1939. Durante los años 1940 realizó numerosos viajes por todo el mundo para el Comité Mundial de Consulta de los Amigos. En 1947 regresó a Chengtu. Entre 1950 y 1954 continuó trabajando para el Comité Mundial de Consulta de los Amigos. Fue nombrado miembro de honor en 1961. Silcock murió en 1969, a los 86 años.

## Publicaciones
- Silcock, H. T.; Silcock, M. (1912). Studies in the Personality of Christ (en inglés). Londres: Student Christian Movement. 71 pp.
- Silcock, H. T. (1927). Christ and the World’s Unrest (en inglés). Londres: The Swarthmore Press. 63 pp.
- Silcock, H. T. (febrero de 1927). «Are Missions Mischievous?».  En Swanwick, H. M., ed. Foreign Affairs: A Journal of International Understanding (en inglés) 8 (8): 204-205.